# Xanthidium concinnum
Xanthidium concinnum là một loài Song tinh tảo trong họ Desmidiaceae, thuộc chi Xanthidium.